# Fed Cup 2009
La Fed Cup 2009 è stata la 47ª edizione del più importante torneo tennistico per nazionali femminili. Hanno partecipato alla competizione 75 nazionali. La finale si è giocata il 7-8 novembre 2009 a Reggio Calabria in Italia ed è stata vinta dalla squadra italiana composta dalle giocatrici Flavia Pennetta, Francesca Schiavone, Sara Errani e Roberta Vinci che ha sconfitto gli Stati Uniti.

## World Group
| Squadre partecipanti | Squadre partecipanti | Squadre partecipanti | Squadre partecipanti |
| Argentina            | Cina                 | Rep. Ceca            | Francia              |
| Italia               | Russia               | Spagna               | Stati Uniti          |
| -------------------- | -------------------- | -------------------- | -------------------- |

### Tabellone
|  | Quarti di finale | Quarti di finale | Quarti di finale |             |             | Semifinali  | Semifinali | Semifinali |  |  | Finale | Finale | Finale |  |
|  |                  |                  |                  |             |             |             |            |            |  |  |        |        |        |  |
|  | 1                | Russia           | 5                |             |             |             |            |            |  |  |        |        |        |  |
|  | 1                | Russia           | 5                |             |             |             |            |            |  |  |        |        |        |  |
|  |                  | Cina             | 0                |             |             |             |            |            |  |  |        |        |        |  |
|  |                  | Cina             | 0                | Russia      | Russia      | 1           |            |            |  |  |        |        |        |  |
|  |                  |                  |                  | Russia      | Russia      | 1           |            |            |  |  |        |        |        |  |
|  |                  |                  | Italia           | Italia      | 4           |             |            |            |  |  |        |        |        |  |
|  | 4                | Italia           | Italia           | Italia      | 4           | 5           |            |            |  |  |        |        |        |  |
|  | 4                | Italia           |                  |             |             |             |            |            |  |  |        |        |        |  |
|  |                  | Francia          | 0                |             |             |             |            |            |  |  |        |        |        |  |
|  |                  | Francia          | 0                | Italia      | Italia      | 4           |            |            |  |  |        |        |        |  |
|  |                  |                  |                  |             |             |             |            |            |  |  |        |        |        |  |
|  |                  |                  | Stati Uniti      | Stati Uniti | 0           |             |            |            |  |  |        |        |        |  |
|  |                  | Argentina        | Stati Uniti      | Stati Uniti | 0           | 2           |            |            |  |  |        |        |        |  |
|  |                  |                  |                  |             |             | 2           |            |            |  |  |        |        |        |  |
|  | 3                | Stati Uniti      | 3                |             |             |             |            |            |  |  |        |        |        |  |
|  | 3                | Stati Uniti      | 3                |             | Stati Uniti | Stati Uniti | 3          |            |  |  |        |        |        |  |
|  |                  |                  |                  |             | Stati Uniti | Stati Uniti | 3          |            |  |  |        |        |        |  |
|  |                  |                  | Rep. Ceca        | Rep. Ceca   | 2           |             |            |            |  |  |        |        |        |  |
|  |                  | Rep. Ceca        | Rep. Ceca        | Rep. Ceca   | 2           | 4           |            |            |  |  |        |        |        |  |
|  |                  |                  |                  |             |             | 4           |            |            |  |  |        |        |        |  |
|  | 2                | Spagna           | 1                |             |             |             |            |            |  |  |        |        |        |  |

Le perdenti del primo turno accedono ai Play-off con i vincitori del World Group II.

### Quarti di finale

#### Russia vs. Cina
| Russia 5 | Stadio Olimpico, Mosca, Russia 7 febbraio - 8 febbraio 2009 cemento indoor | Stadio Olimpico, Mosca, Russia 7 febbraio - 8 febbraio 2009 cemento indoor | Cina 0 |     |     |  |
| \| \| \| \| 1 \| 2 \| 3 \| \| \| - \| \| ----------------------------------------------------------- \| --- \| --- \| --- \| \| \| 1 \| \| Svetlana Kuznecova Zi Yan \| 6 2 \| 6 4 \| \| \| \| 2 \| \| Elena Dement'eva Shuai Zhang \| 6 3 \| 6 0 \| \| \| \| 3 \| \| Anna Čakvetadze Zi Yan \| 6 1 \| 6 2 \| \| \| \| 4 \| \| Alisa Klejbanova Tiantian Sun \| 6 1 \| 6 1 \| \| \| \| 5 \| \| Elena Dement'eva / Svetlana Kuznecova Tiantian Sun / Zi Yan \| 1 6 \| 6 4 \| 6 4 \| \| |                                                                            |                                                                            |        |     |     |  |
| |                                                                            |                                                                            | 1      | 2   | 3   |  |
| 1 | Russia (bandiera) · Cina (bandiera)                                        | Svetlana Kuznecova Zi Yan                                                  | 6 2    | 6 4 |     |  |
| 2 | Russia (bandiera) · Cina (bandiera)                                        | Elena Dement'eva Shuai Zhang                                               | 6 3    | 6 0 |     |  |
| 3 | Russia (bandiera) · Cina (bandiera)                                        | Anna Čakvetadze Zi Yan                                                     | 6 1    | 6 2 |     |  |
| 4 | Russia (bandiera) · Cina (bandiera)                                        | Alisa Klejbanova Tiantian Sun                                              | 6 1    | 6 1 |     |  |
| 5 | Russia (bandiera) · Cina (bandiera)                                        | Elena Dement'eva / Svetlana Kuznecova Tiantian Sun / Zi Yan                | 1 6    | 6 4 | 6 4 |  |

#### Francia vs. Italia
| Francia 0 | Palais du Sport, Orléans, Francia 7 febbraio - 8 febbraio 2009 cemento indoor | Palais du Sport, Orléans, Francia 7 febbraio - 8 febbraio 2009 cemento indoor | Italia 5 |      |     |  |
| \| \| \| \| 1 \| 2 \| 3 \| \| \| - \| \| ------------------------------------------------------------- \| --- \| ---- \| --- \| \| \| 1 \| \| Amélie Mauresmo Flavia Pennetta \| 6 2 \| 68 7 \| 4 6 \| \| \| 2 \| \| Alizé Cornet Francesca Schiavone \| 1 6 \| 6 2 \| 6 8 \| \| \| 3 \| \| Alizé Cornet Flavia Pennetta \| 2 6 \| 2 6 \| \| \| \| 4 \| \| Amélie Mauresmo Sara Errani \| 3 6 \| 4 6 \| \| \| \| 5 \| \| Séverine Brémond / Nathalie Dechy Sara Errani / Roberta Vinci \| 4 6 \| 4 6 \| \| \| |                                                                               |                                                                               |          |      |     |  |
| |                                                                               |                                                                               | 1        | 2    | 3   |  |
| 1 | Francia (bandiera) · Italia (bandiera)                                        | Amélie Mauresmo Flavia Pennetta                                               | 6 2      | 68 7 | 4 6 |  |
| 2 | Francia (bandiera) · Italia (bandiera)                                        | Alizé Cornet Francesca Schiavone                                              | 1 6      | 6 2  | 6 8 |  |
| 3 | Francia (bandiera) · Italia (bandiera)                                        | Alizé Cornet Flavia Pennetta                                                  | 2 6      | 2 6  |     |  |
| 4 | Francia (bandiera) · Italia (bandiera)                                        | Amélie Mauresmo Sara Errani                                                   | 3 6      | 4 6  |     |  |
| 5 | Francia (bandiera) · Italia (bandiera)                                        | Séverine Brémond / Nathalie Dechy Sara Errani / Roberta Vinci                 | 4 6      | 4 6  |     |  |

#### USA vs. Argentina
| Stati Uniti 3 | Surprise Tennis and Racquet Complex, Surprise (Arizona), USA 7 febbraio - 8 febbraio 2009 cemento | Surprise Tennis and Racquet Complex, Surprise (Arizona), USA 7 febbraio - 8 febbraio 2009 cemento | Argentina 2 |     |     |  |
| \| \| \| \| 1 \| 2 \| 3 \| \| \| - \| \| ------------------------------------------------------- \| --- \| --- \| --- \| \| \| 1 \| \| Jill Craybas Betina Jozami \| 6 2 \| 6 1 \| \| \| \| 2 \| \| Melanie Oudin Gisela Dulko \| 2 6 \| 5 7 \| \| \| \| 3 \| \| Jill Craybas Gisela Dulko \| 1 3 \| 6 6 \| \| \| \| 4 \| \| Melanie Oudin Betina Jozami \| 2 6 \| 6 1 \| 6 2 \| \| \| 5 \| \| Julie Ditty / Liezel Huber Gisela Dulko / Betina Jozami \| 6 2 \| 6 3 \| \| \| |                                                                                                   |                                                                                                   |             |     |     |  |
| |                                                                                                   |                                                                                                   | 1           | 2   | 3   |  |
| 1 | Stati Uniti (bandiera) · Argentina (bandiera)                                                     | Jill Craybas Betina Jozami                                                                        | 6 2         | 6 1 |     |  |
| 2 | Stati Uniti (bandiera) · Argentina (bandiera)                                                     | Melanie Oudin Gisela Dulko                                                                        | 2 6         | 5 7 |     |  |
| 3 | Stati Uniti (bandiera) · Argentina (bandiera)                                                     | Jill Craybas Gisela Dulko                                                                         | 1 3         | 6 6 |     |  |
| 4 | Stati Uniti (bandiera) · Argentina (bandiera)                                                     | Melanie Oudin Betina Jozami                                                                       | 2 6         | 6 1 | 6 2 |  |
| 5 | Stati Uniti (bandiera) · Argentina (bandiera)                                                     | Julie Ditty / Liezel Huber Gisela Dulko / Betina Jozami                                           | 6 2         | 6 3 |     |  |

#### Rep. Ceca vs. Spagna
| Rep. Ceca 4 | Brno Exhibition Center, Brno, Repubblica Ceca 7 febbraio - 8 febbraio 2009 sintetico indoor | Brno Exhibition Center, Brno, Repubblica Ceca 7 febbraio - 8 febbraio 2009 sintetico indoor | Spagna 1 |     |     |  |
| \| \| \| \| 1 \| 2 \| 3 \| \| \| - \| \| ----------------------------------------------------------------------------------- \| --- \| --- \| --- \| \| \| 1 \| \| Petra Kvitová Carla Suárez Navarro \| 6 4 \| 6 4 \| \| \| \| 2 \| \| Iveta Benešová Nuria Llagostera Vives \| 6 1 \| 1 6 \| 4 6 \| \| \| 3 \| \| Lucie Šafářová Carla Suárez Navarro \| 6 4 \| 6 3 \| \| \| \| 4 \| \| Petra Kvitová Nuria Llagostera Vives \| 6 4 \| 7 5 \| \| \| \| 5 \| \| Iveta Benešová / Květa Peschke Lourdes Domínguez Lino / María José Martínez Sánchez \| 6 4 \| 6 2 \| \| \| |                                                                                             |                                                                                             |          |     |     |  |
| |                                                                                             |                                                                                             | 1        | 2   | 3   |  |
| 1 | Rep. Ceca (bandiera) · Spagna (bandiera)                                                    | Petra Kvitová Carla Suárez Navarro                                                          | 6 4      | 6 4 |     |  |
| 2 | Rep. Ceca (bandiera) · Spagna (bandiera)                                                    | Iveta Benešová Nuria Llagostera Vives                                                       | 6 1      | 1 6 | 4 6 |  |
| 3 | Rep. Ceca (bandiera) · Spagna (bandiera)                                                    | Lucie Šafářová Carla Suárez Navarro                                                         | 6 4      | 6 3 |     |  |
| 4 | Rep. Ceca (bandiera) · Spagna (bandiera)                                                    | Petra Kvitová Nuria Llagostera Vives                                                        | 6 4      | 7 5 |     |  |
| 5 | Rep. Ceca (bandiera) · Spagna (bandiera)                                                    | Iveta Benešová / Květa Peschke Lourdes Domínguez Lino / María José Martínez Sánchez         | 6 4      | 6 2 |     |  |

### Semifinali

#### Italia vs. Russia
| Italia 4 | Nova Yardinia, Castellaneta, Italia 25 aprile - 26 aprile 2009 terra | Nova Yardinia, Castellaneta, Italia 25 aprile - 26 aprile 2009 terra | Russia 1 |     |     |  |
| \| \| \| \| 1 \| 2 \| 3 \| \| \| - \| \| -------------------------------------------------------------------- \| ---- \| --- \| --- \| \| \| 1 \| \| Flavia Pennetta Anna Čakvetadze \| 6 4 \| 6 0 \| \| \| \| 2 \| \| Francesca Schiavone Svetlana Kuznecova \| 1 6 \| 6 2 \| 6 3 \| \| \| 3 \| \| Flavia Pennetta Svetlana Kuznecova \| 0 6 \| 3 6 \| \| \| \| 4 \| \| Francesca Schiavone Anastasia Pavlyuchenkova \| 7 68 \| 4 6 \| 6 2 \| \| \| 5 \| \| Sara Errani / Roberta Vinci Anastasia Pavlyuchenkova / Nadia Petrova \| 1 6 \| 6 3 \| 6 4 \| \| |                                                                      |                                                                      |          |     |     |  |
| |                                                                      |                                                                      | 1        | 2   | 3   |  |
| 1 | Italia (bandiera) · Russia (bandiera)                                | Flavia Pennetta Anna Čakvetadze                                      | 6 4      | 6 0 |     |  |
| 2 | Italia (bandiera) · Russia (bandiera)                                | Francesca Schiavone Svetlana Kuznecova                               | 1 6      | 6 2 | 6 3 |  |
| 3 | Italia (bandiera) · Russia (bandiera)                                | Flavia Pennetta Svetlana Kuznecova                                   | 0 6      | 3 6 |     |  |
| 4 | Italia (bandiera) · Russia (bandiera)                                | Francesca Schiavone Anastasia Pavlyuchenkova                         | 7 68     | 4 6 | 6 2 |  |
| 5 | Italia (bandiera) · Russia (bandiera)                                | Sara Errani / Roberta Vinci Anastasia Pavlyuchenkova / Nadia Petrova | 1 6      | 6 3 | 6 4 |  |

#### Rep. Ceca vs. USA
| Rep. Ceca 2 | Starobrno Rondo Arena, Brno, Repubblica Ceca 25 aprile - 26 aprile 2009 cemento indoor | Starobrno Rondo Arena, Brno, Repubblica Ceca 25 aprile - 26 aprile 2009 cemento indoor | Stati Uniti 3 |      |     |  |
| \| \| \| \| 1 \| 2 \| 3 \| \| \| - \| \| ------------------------------------------------------------------- \| --- \| ---- \| --- \| \| \| 1 \| \| Petra Kvitová Bethanie Mattek-Sands \| 6 3 \| 7 62 \| \| \| \| 2 \| \| Iveta Benešová Alexa Glatch \| 1 6 \| 2 6 \| \| \| \| 3 \| \| Lucie Šafářová Bethanie Mattek-Sands \| 6 3 \| 6 1 \| \| \| \| 4 \| \| Petra Kvitová Alexa Glatch \| 2 6 \| 1 6 \| \| \| \| 5 \| \| Iveta Benešová / Květa Peschke Liezel Huber / Bethanie Mattek-Sands \| 6 2 \| 62 7 \| 1 6 \| \| |                                                                                        |                                                                                        |               |      |     |  |
| |                                                                                        |                                                                                        | 1             | 2    | 3   |  |
| 1 | Rep. Ceca (bandiera) · Stati Uniti (bandiera)                                          | Petra Kvitová Bethanie Mattek-Sands                                                    | 6 3           | 7 62 |     |  |
| 2 | Rep. Ceca (bandiera) · Stati Uniti (bandiera)                                          | Iveta Benešová Alexa Glatch                                                            | 1 6           | 2 6  |     |  |
| 3 | Rep. Ceca (bandiera) · Stati Uniti (bandiera)                                          | Lucie Šafářová Bethanie Mattek-Sands                                                   | 6 3           | 6 1  |     |  |
| 4 | Rep. Ceca (bandiera) · Stati Uniti (bandiera)                                          | Petra Kvitová Alexa Glatch                                                             | 2 6           | 1 6  |     |  |
| 5 | Rep. Ceca (bandiera) · Stati Uniti (bandiera)                                          | Iveta Benešová / Květa Peschke Liezel Huber / Bethanie Mattek-Sands                    | 6 2           | 62 7 | 1 6 |  |

### Finale

#### Italia vs. USA
| Italia 4 | Circolo del Tennis "Rocco Polimeni", Reggio Calabria, Italia 7 novembre - 8 novembre 2009 terra rossa | Circolo del Tennis "Rocco Polimeni", Reggio Calabria, Italia 7 novembre - 8 novembre 2009 terra rossa | Stati Uniti 0 |     |      |             |
| \| \| \| \| 1 \| 2 \| 3 \| \| \| - \| \| ----------------------------------------------------- \| ---- \| --- \| ---- \| ----------- \| \| 1 \| \| Flavia Pennetta Alexa Glatch \| 6 3 \| 6 1 \| \| \| \| 2 \| \| Francesca Schiavone Melanie Oudin \| 7 62 \| 6 2 \| \| \| \| 3 \| \| Flavia Pennetta Melanie Oudin \| 7 5 \| 6 2 \| \| \| \| 4 \| \| Francesca Schiavone Alexa Glatch \| \| \| \| non giocato \| \| 5 \| \| Sara Errani / Roberta Vinci Liezel Huber / Vania King \| 4 6 \| 6 3 \| 11 9 \| \| | | |               |     |      |             |
| | | | 1             | 2   | 3    |             |
| 1 | Italia (bandiera) · Stati Uniti (bandiera)                                                            | Flavia Pennetta Alexa Glatch                                                                          | 6 3           | 6 1 |      |             |
| 2 | Italia (bandiera) · Stati Uniti (bandiera)                                                            | Francesca Schiavone Melanie Oudin                                                                     | 7 62          | 6 2 |      |             |
| 3 | Italia (bandiera) · Stati Uniti (bandiera)                                                            | Flavia Pennetta Melanie Oudin                                                                         | 7 5           | 6 2 |      |             |
| 4 | Italia (bandiera) · Stati Uniti (bandiera)                                                            | Francesca Schiavone Alexa Glatch                                                                      |               |     |      | non giocato |
| 5 | Italia (bandiera) · Stati Uniti (bandiera)                                                            | Sara Errani / Roberta Vinci Liezel Huber / Vania King                                                 | 4 6           | 6 3 | 11 9 |             |

## World Group Play-offs
Le 4 squadre sconfitte nel primo turno del World Group (Cina, Francia, Argentina e Spagna) e le 4 squadre vincitrici del World Group II (Slovacchia, Germania, Serbia e Ucraina) partecipano ai World Group Play-offs. Le 4 squadre vincenti dei play-offs avranno il diritto a partecipare al World Group del prossimo anno insieme alle 4 squadre vincitrici del primo turno del World Group.
Data: 25-26 aprile
| Girone (superficie)                    | Squadra casa  | Punteggio | Squadra ospite |
| -------------------------------------- | ------------- | --------- | -------------- |
| Lleida, Spagna (Terra)                 | Spagna (1)    | 0–4       | Serbia         |
| Limoges, Francia (Terra indoor)        | Francia (2)   | 3–2       | Slovacchia     |
| Francoforte sul Meno, Germania (Terra) | Germania      | 3–2       | Cina (3)       |
| Mar del Plata, Argentina (Terra)       | Argentina (4) | 0–5       | Ucraina        |

## World Group II
Data: 7-8 febbraio
| Girone (superficie)                     | Squadra casa | Punteggio | Squadra ospite |
| --------------------------------------- | ------------ | --------- | -------------- |
| Bratislava, Slovacchia (Cemento indoor) | Slovacchia   | 4–1       | Belgio (1)     |
| Zurigo, Svizzera (Cemento indoor)       | Svizzera     | 2–3       | Germania (4)   |
| Belgrado, Serbia (Cemento indoor)       | Serbia       | 4–1       | Giappone (3)   |
| Charkiv, Ucraina (Cemento indoor)       | Ucraina      | 3–2       | Israele (2)    |

## World Group II Play-offs
Le 4 squadre sconfitte nel World Group II (Belgio, Svizzera, Giappone ed Israele) disputeranno i play-off contro le 4 squadre qualificate dai rispettivi gruppi zonali (Estonia e Polonia per la zona Euro-africana, Australia per la zona Asia/Oceania, Canada per le Americhe). Le vincitrici saranno incluse nel World Group II della prossima edizione.
Data: 25–26 aprile
| Girone (superficie)               | Squadra casa  | Punteggio | Squadra ospite |
| --------------------------------- | ------------- | --------- | -------------- |
| Hasselt, Belgio (Terra indoor)    | Belgio (1)    | 3–2       | Canada         |
| Tallinn, Estonia (Cemento indoor) | Estonia       | 3–2       | Israele (2)    |
| Gdynia, Polonia (Terra)           | Polonia       | 3–2       | Giappone (3)   |
| Mildura, Australia (erba)         | Australia (4) | 3–1       | Svizzera       |

## Zona Americana

### Group I
Impianto: Uniprix Stadium, Montréal, Canada (cemento indoor)
Squadre
- 1 -  Canada — promossa al the World Group II Play-offs.
- 2 -  Paraguay
- 3 -  Brasile
- 3 -  Colombia
- 5 -  Bahamas — retrocessa al Zona Americana Gruppo II della Fed Cup 2010.
- 5 -  Porto Rico — retrocessa al Zona Americana Gruppo II della Fed Cup 2010.

### Group II
Impianto: Parque del Este, Santo Domingo, Repubblica Dominicana (cemento)
Squadre
- Bolivia
- Cile — promossa al Zona Americana Gruppo I della Fed Cup 2010.
- Cuba — promossa al Zona Americana Gruppo I della Fed Cup 2010.
- Rep. Dominicana
- Guatemala
- Messico
- Panama
- Perù
- Trinidad e Tobago

## Zona Asia/Oceania

### Group I
Impianto: State Tennis Centre, Perth, Australia (cemento)
Squadre
1. Australia — promossa al the World Group II Play-offs.
2. Nuova Zelanda
3. Thailandia
4. Indonesia
5. Uzbekistan
6. Corea del Sud
7. Taipei cinese
8. India — retrocessa al Zona Asia/Oceania Gruppo II della Fed Cup 2010

### Group II
Impianto: State Tennis Centre, Perth, Australia (cemento)
Squadre
1. Kazakistan — promossa al Zona Asia/Oceania Gruppo I della Fed Cup 2010.
2. Hong Kong
3. Singapore
4. Iran

## Zona Euro-Africana

### Group I
Impianto: Coral Tennis Club, Tallinn, Estonia (cemento indoor)
Squadre
- 1 -  Estonia &  Polonia — promossa al the World Group II Playoffs
- 3 -  Bielorussia &  Regno Unito
- 5 -  Croazia &  Svezia
- 7 -  Danimarca &  Ungheria
- 9 -  Paesi Bassi &  Romania &  Slovenia
- 12 -  Austria &  Bosnia ed Erzegovina
- 14 -  Bulgaria &  Lussemburgo — retrocessa al Zona Europea/Africana Gruppo II della Fed Cup 2010

### Group II
Impianto: Attaleya Shine Tennis Club, Antalia, Turchia (cemento)
Squadre
- 1 -  Portogallo — promossa al Zona Europea/Africana Gruppo I della Fed Cup 2010.
- 1 -  Lettonia — promossa al Zona Europea/Africana Gruppo I della Fed Cup 2010.
- 3 -  Georgia
- 3 -  Sudafrica
- 5 -  Marocco — retrocessa al Zona Europea/Africana Gruppo III della Fed Cup 2010.
- 5 -  Turchia — retrocessa al Zona Europea/Africana Gruppo III della Fed Cup 2010.

### Group III
Impianto: Marsa Sports Club, Marsa, Malta (cemento)
Squadre
- Algeria
- Armenia — promossa al Zona Europea/Africana Gruppo II della Fed Cup 2010.
- Egitto
- Finlandia
- Grecia — promossa al Zona Europea/Africana Gruppo II della Fed Cup 2010.
- Islanda
- Irlanda
- Liechtenstein
- Malta
- Moldavia
- Norvegia